# ارو ورس
دنیای کماندار (به انگلیسی: Arrowverse)، سریالهای ابرقهرمانانه هستند که در یک دنیای مشترک واقع شده‌اند و بر پایه شخصیت‌های دی‌سی کامیکس ساخته شده‌اند. این دنیای مشترک، به (دنیای دی سی) شهرت دارد.
سریال‌هایی مانند کماندار، فلش، افسانه‌های فردا، سوپرگرل، بت وومن، صاعقه سیاه و استارگرل و کنستانتین از مجموعه‌هایی هستند که در این دنیای مشترک قرار دارند و از شبکه سی‌دابلیو پخش می‌شوند. تعدادی سریال انیمیشنی-اینترنتی و مجله‌های مصور نیز در ارتباط با این دنیا مانند لوسیفر و بلک لایتنینگ منتشر شده‌‌اند.

## سریال‌ها
| ردیف | نام سریال          | تعداد فصل‌ها              |  | تعداد قسمت‌ها | سال‌های تولید |
| ---- | ------------------ | ------------------------ |  | ------------ | ------------ |
| ۱    | کماندار            | ۸ فصل (پایان مجموعه)     |  | ۱۷۰          | ۲۰۱۲–۲۰۲۰    |
| ۲    | فلش                | ۹ فصل ( پایان مجموعه )   |  | ۱۸۴          | ۲۰۱۴-۲۰۲۳    |
| ۳    | سوپرگرل            | ۶ فصل (پایان سریال)      |  | ۱۲۶          | ۲۰۱۵-۲۰۲۱    |
| ۴    | افسانه‌های فردا     | ۷ فصل(پایان سریال)       |  | ۱۱۰          | ۲۰۱۶-۲۰۲۲    |
| ۵    | ویکسن              | ۲ فصل (پایان سریال)      |  | ۱۲           | ۲۰۱۵–۲۰۱۶    |
| ۶    | بت وومن            | ۳ فصل (پایان سریال)      |  | ۴۰           | ۲۰۱۹-۲۰۲۱    |
| ۷    | کنستانتین          | ۱ فصل (پایان سریال)      |  | ۱۳           | ۲۰۱۴         |
| ۸    | بلک لایتنینگ       | ۴ فصل (پایان سریال)      |  | ۵۸           | ۲۰۱۸-اکنون   |
| ۹    | جنگجوهای آزادی: ری | ۲ فصل (پایان مجموعه)     |  | ۱۲           | ۲۰۱۷–۲۰۱۸    |
| ۱۰   | استارگرل           | ۳ فصل ( پایان مجموعه)    |  | ۳۹           | ۲۰۲۰         |
| ۱۱   | سوپرمن و لوئیس     | ۲ فصل (+ ۱ فصل در آینده) |  | ۳۰           | ۲۰۲۱-اکنون   |
| ۱۲   | لوسیفر             | ۶ فصل (پایان مجموعه)     |  | ۶۷           | ۲۰۱۵-اکنون   |
| ۱۳   | تایتان‌ها           | ۳ فصل (+ ۱ فصل در آینده) |  | ۲۴           | ۲۰۱۸-اکنون   |
| ۱۴   | دووم پاترول        | ۳ فصل (+ ۱ فصل در آینده) |  | ۳۴           | ۲۰۱۹-اکنون   |
| ۱۵   | هدف انسانی         | ۲ فصل (پایان مجموعه)     |  | ۲۵           | ۲۰۱۰–۲۰۱۱    |
| ۱۶   | نگهبانان           | ۱ فصل (وضعیت نامعلوم)    |  | ۹            | ۲۰۱۹-اکنون   |
| ۱۷   | واعظ               | ۴ فصل (پایان مجموعه)     |  | ۴۳           | ۲۰۱۶–۲۰۱۹    |
| ۱۸   | کریپتون            | ۲ فصل (پایان مجموعه)     |  | ۲۰           | ۲۰۱۸–۲۰۱۹    |
| ۱۹   | سوامپ ثینگ         | ۱ فصل (وضعیت نامعلوم)    |  | ۱۰           | ۲۰۱۹-نامعلوم |
| ۲۰   | اسمالویل           | ۱۰ فصل (پایان مجموعه)    |  | ۲۱۷          | ۲۰۰۱–۲۰۱۱    |
| ۲۱   | دنیای سینمایی دیسی |                          |  |              | ۲۰۱۳-اکنون   |

توجه: ۱۱ سریال اول به‌طور رسمی توی اروورس جریان دارند ولی میشه گفت که بقیه سریال‌ها هم زیر مجموعه اروورس هستند (بخاطر حضورهای افتخاری در کراس اور Crisis On Infinite Earths هرچند لوسیفر در آن قسمت با شخصیتی مثل کنستانتین از قبل در ارتباط بوده ولی برای حضورش در دنیای اروورس هیچ اشاره دیگری نشده)

## بازیگران و شخصیت‌ها
استیون امل در نقش گرین ارو اولیور کوئین
گرنت گاستین در نقش فلش (کامیک) بری الن
ملیسا بنویست در نقش سوپرگرل کارا دنورس
کیتی لاتز در نقش قناری سفید (سارا لنس)
امیلی بت ریکاردز در نقش اورواچ (فیلیسیتی اسموک)
روبی رز در نقش بت‌ومن/کیتی کین
تایلر هوچلین در نقش سوپرمن/کال ال/کلارک کنت

## کراس اورها
Arrow VS Flash
Legends of Today
Worlds Finest
Legends of Today
Invasion
Duet
Crisis on Earth X
Elseworlds
Crisis on Infinite Earths
Armageddon